# Conus longilineus
Conus longilineus é uma espécie de gastrópode do gênero Conus, pertencente à família Conidae.